# Kapsel (haardracht)

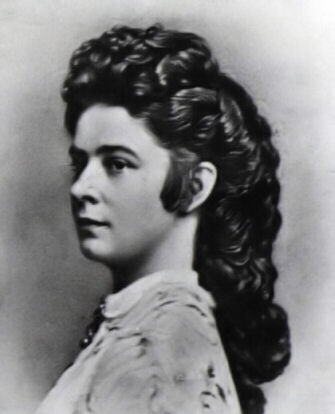
Het kapsel van Elisabeth van Oostenrijk

Een kapsel (ook frisuur of haardracht genoemd) is de manier waarop het haar van een persoon is gemodelleerd. 
Een kapsel wordt in eerste instantie gecreëerd door het knippen van het haar met een schaar. Vervolgens kan het haar in een bepaalde vorm gebracht worden met behulp van gel, tijdelijk gekruld worden met watergolven of een krultang, permanent gekruld worden met chemicaliën of opgestoken worden in een knot of een rol. Kroeshaar kan met chemicaliën glad gemaakt worden (straighten). Het bestaande haar kan ook aangevuld worden met een haarstuk of ingevlochten hair extensions. Bij gedeeltelijke of algehele kaalheid kan voor een pruik gekozen worden. 
Vaak wordt een kapsel door een kapper gecreëerd. Bij het bewerken of onderhouden van een kapsel gebruikt men o.a. een kappersschaar, kammen en borstels, een haardroger, een tondeuse, een krultang, krulspelden, haarverf, haarmousse, haarlak, haarspelden, haarelastiek en haarklemmen.
Ook huisdieren kunnen door een kapper behandeld worden, bijvoorbeeld honden in een trimsalon.

## Soorten kapsels
- Afrokapsel - kroeshaar in een bol om het hoofd
- Blow-out - haar met veel krullen, gemaakt met een föhn
- Bob - haar tot ongeveer aan de kin en met een rechte pony
- Bouffant - hoog opgeheven haar, bedekt vaak de oren of hangt aan de zijkanten naar beneden
- Chignon - haarwrong op het achterhoofd
- Dreadlocks - bundels vervilt haar
- Emokapsel - kapsel met een pony over (een van de) de ogen vallend, vaak door emo's gedragen.
- Eton crop - haarstijl die populair was bij vrouwen in de jaren 1920
- Hanenkam - opstaande rij haren in het midden van het hoofd
- Matje - lange haren over de nek vallend
- Opgestoken haar of knot
- Overkammer - kaalwordend hoofd met overgekamd haar
- Paardenstaart - haar samengebonden achter op het hoofd
- Pagekopje - haar dat steil, als dikke laag en recht afgeknipt als een muts of helm over het hoofd ligt
- Pijpenkrullen - krullen die los als in een sliert hangen
- Scenekapsel - lang, (een beetje) getoupeerd haar in verschillende felle kleuren.
- Skinhead of kaalkopje - een geheel kaalgeschoren schedel.
- Stekelhaar - kort haar dat overeind staat
- Suikerspin - omhooggestoken haar, gevormd tot een suikerspinvorm
- Vetkuif - lang van voren en een kippenkontje in de nek. Bekend van rock-'n-rollers
- Vlecht - meisjes dragen vaak twee vlechten (over de schouders op de borst), vrouwen soms één vlecht, een variant op de paardenstaart.
- Watergolf - steil haar dat met krullers en föhnen tot een kapsel met slagen is gemaakt.

## Haarkrultype
Haar kan verschillende krultypes hebben.
- Steil haar
- Golvend haar
- Krullend haar
- Kroeshaar